# ラルフ・バンチ
　ラルフ・ジョンソン・バンチ（Ralph Johnson Bunche ([bʌntʃ])、1904年8月7日 - 1971年12月9日）は、アメリカ合衆国の政治学者・外交官である。1949年の第一次中東戦争での調停の功績が認められ、1950年にノーベル平和賞を受賞した。これは黒人として初めてのノーベル賞受賞だった。また、国連の設立とその運営に携わり、国連が実施した数々の平和維持活動で大きな役割を果たした。1963年にアメリカ大統領ジョン・F・ケネディから大統領自由勲章を授与された。
バンチは、国連憲章を起草した1944年のダンバートン・オークス会議と1945年のサンフランシスコ会議の両方でアメリカ代表団の一員だった。1946年に開催された国連総会の第1回会合にもアメリカ代表団として参加した。その後、信託統治部の部長として国連に入り、長きに渡り問題解決の役割を続けた。1948年には中東の調停官代理となり、エジプトとイスラエルの間で休戦交渉を行った。この成功により、1950年のノーベル平和賞を受賞した。その後も国連で活動し、シナイ危機（1956年）、コンゴ危機（1960年）、イエメン危機（1963年）、キプロス危機（1964年）、バーレーン危機（1970年）の解決に取り組み、国連事務総長に報告した。また、中東の水資源に関する研究グループの議長も務めた。1957年には特別政治問題担当事務次長に昇格し、平和維持活動の主要な責任者となった。1965年にはインド・パキスタン戦争の停戦を監督した。1971年に国連を退官した。

## 出生と家系
バンチは1904年にミシガン州デトロイトで生まれた。父フレッド(Fred)は理容師、母オリーブ・アグネス・ジョンソン(Olive Agnes Johnson)はアマチュア音楽家だった。
母方の祖父トーマス・ネルソン・ジョンソン(Thomas Nelson Johnson)の母エレノア・マデン(Eleanor Madden)は、アイルランド系農場主の父とアフリカ系奴隷の母と間の子供だった。トーマス・ネルソン・ジョンソンは1875年にイリノイ州オールトンのシュートレフ大学を卒業し、そこで教師として働いた。1875年9月、彼は教え子の一人であるルーシー・テイラー(Lucy Taylor)と結婚した。
系図学者のポール・ハイネッグは、ラルフ・バンチの父のフレッド・バンチはサウスカロライナ州からの分家の子孫だと考えているが、それは完全には証明されていないと述べている。ハイネッグによれば、デトロイトの1900年と1910年の人口調査にはサウスカロライナ州で生まれたバンチ家の一員が何人か載っているが、フレッド・バンチはその中には含まれていない。ハイネッグは、バンチの祖先はアメリカ独立以前にバージニア州で有色自由人としてバンチ家を創設した者であると考えている。18世紀末までには、サウスカロライナ州にもバンチ姓の人物がいた。バンチ(Bunch/Bunche)という姓は非常に稀なものだった。有色自由人であるバンチ家の設立から数世代の男性は、イギリス出身の白人女性の入植者と結婚したため、その子供たちもまた自由人だった。

## 若年期と教育

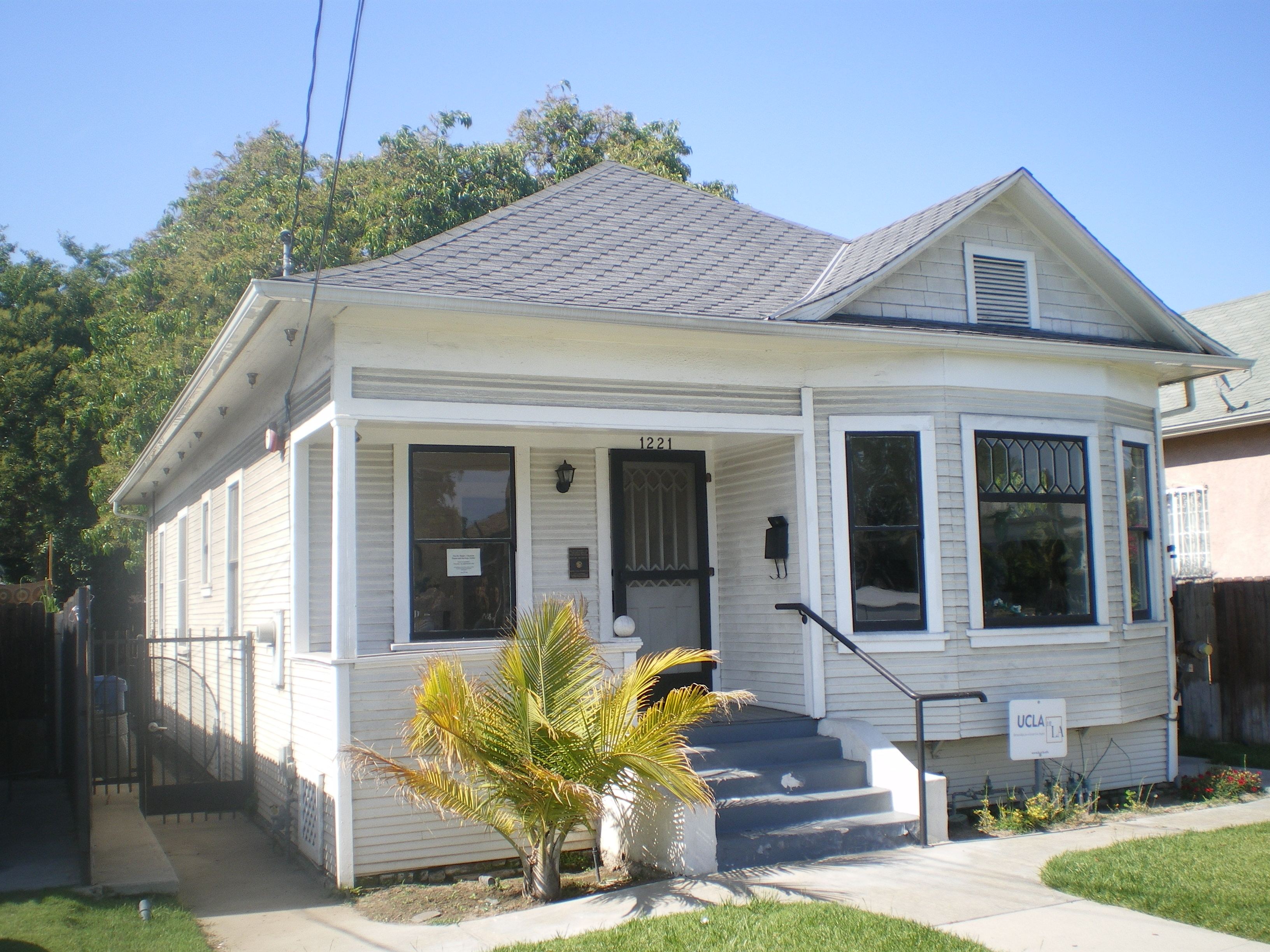
サウス・ロサンゼルスにあるラルフ・J・バンチ・ハウス。バンチが幼少時に祖母と一緒に住んでいた。

ラルフが子供の時に、一家はオハイオ州トレドに転居した。1909年に妹のグレースが生まれた後、母方の叔母のエセル・ジョンソンの助けを借りてデトロイトに戻ってきた。父はオハイオ州に残ったが、ラルフらがニューメキシコ州に転居した際には、父もその後を追った。
母と叔父の健康状態の悪化のため、ラルフは母方の祖母のルーシー・テイラー・ジョンソンと共に1915年にニューメキシコ州アルバカーキに引っ越した。母は1917年に亡くなり、叔父はその3か月後に自殺した。
1918年、ルーシー・テイラー・ジョンソンは2人の孫とともに、当時白人が多かったロサンゼルスのサウス・ロサンゼルスに引っ越した。フレッド・バンチは後に再婚し、それ以降、ラルフは2度と父に会うことはなかった。
バンチは優秀な学生で、討論家であり、ジェファーソン高校の卒業時には卒業生総代を務めた。カリフォルニア大学ロサンゼルス校(UCLA)に進学し、1927年に優秀な成績(summa cum laude)で卒業し、卒業生総代となり、優秀な学生のみが入会できるファイ・ベータ・カッパの会員になった。地域社会から集められた学費と奨学金を使ってハーバード大学大学院に進学し、政治学のPhDを取得した。大学にはスポーツ奨学金を得て入学していたため、野球やサッカーチームでプレーを行っていた。
ハーバード大学在学中、バンチは生活費を稼ぐために近くの書店でアルバイトをしていた。書店の店主はバンチの働きぶりに満足していた。ある日、店主がバンチを呼び出して、「君が黒人だと人々が私に言ってくる。私は気にしないが、君はどうだ?」と尋ねた。バンチは「あなたはどう思いましたか?」と聞き返すと、店主は「私は君をちゃんと見ていなかったようだ」と答えた。
バンチは、1928年に政治学の修士号を取得し、1934年に博士号を取得したが、その間に名門黒人大学であるハワード大学の政治学科で教鞭をとっていた。当時、博士号取得者は学位論文の提出前から教職に就くのが一般的だった。バンチは、アメリカの大学で政治学の博士号を取得した初のアフリカ系アメリカ人だった。バンチは1936年に最初の著書"World View of Race"（人種の世界観）を出版した。1936年から1938年まで、バンチはノースウェスタン大学、ロンドン・スクール・オブ・エコノミクス(LSE)、ケープタウン大学で人類学を学び、博士研究員として研究を行った。

## 第二次世界大戦中
1940年、バンチは、スウェーデンの社会学者グンナー・ミュルダールによるアメリカの人種問題の画期的な研究（後に『アメリカのジレンマ』として出版された）に協力した。
1941年から43年にかけて、バンチは戦時中の諜報機関である戦略サービス局(OSS)で、植民地問題に関する上級社会分析官として勤務した。1943年にOSSから国務省に異動し、アルジャー・ヒスの下で従属地域問題課の副課長に任命された。バンチはヒスとともに、太平洋問題調査会(IPR)のリーダーの一人となった。バンチによるOSS時代の51ページにわたる記録が、2008年にアメリカ国立公文書記録管理局により公開され、オンラインで入手可能である。

## 国連
第二次世界大戦終結間際の1944年、バンチは、ワシントンD.C.で開催されたダンバートン・オークス会議に参加し国連設立に関わった。また、1945年のサンフランシスコ会議ではアメリカ代表団の顧問だった。1948年、バンチは、ファーストレディのエレノア・ルーズベルトと共に、世界人権宣言の策定と採択に尽力した。バンチは、アフリカ系アメリカ人の国連での地位向上を促した。バンチは「黒人は、国連の立ち上げにおいて仕事を確保するために今すぐに行動し、準備するべきだ。あらゆる種類の仕事があるだろうし、黒人はあらゆるレベルの仕事に就こうとするべきだ。どこかの組織が今すぐこれに取り組むべきだ」と述べた。
国連の文書"Ralph Bunche: Visionary for Peace,"（ラルフ・バンチ: 平和のための洞察）によると、バンチは、国連への25年間の奉仕の間、人種や信条に関係なく、全ての人のための平等な権利の原則を支持した。バンチは、全ての人の本質的な善良さを信じ、人間関係のいかなる問題も解決できないものではないと信じていた。国際連合信託統治理事会を通じて、バンチはアフリカとアジアの古い植民地制度を解体し、戦後、多くの新興国を独立への移行期に導き、急速な変革期に向けた国際舞台を準備した。

### 中東戦争とノーベル平和賞
1947年以降、バンチは中東戦争の解決に尽力した。バンチは国連パレスチナ特別委員会のアシスタントを務め、その後、国連パレスチナ委員会の首席秘書官を務めた。1948年、国連パレスチナ調停官に任命されたスウェーデンのフォルケ・ベルナドッテの首席補佐官として中東に赴任した。ベルナドッテはロドス島に活動拠点を置いた。しかし、ベルナドッテは1948年9月にエルサレムで、イツハク・シャミルが率いる武装シオニストの過激派分子・レヒによって暗殺された。

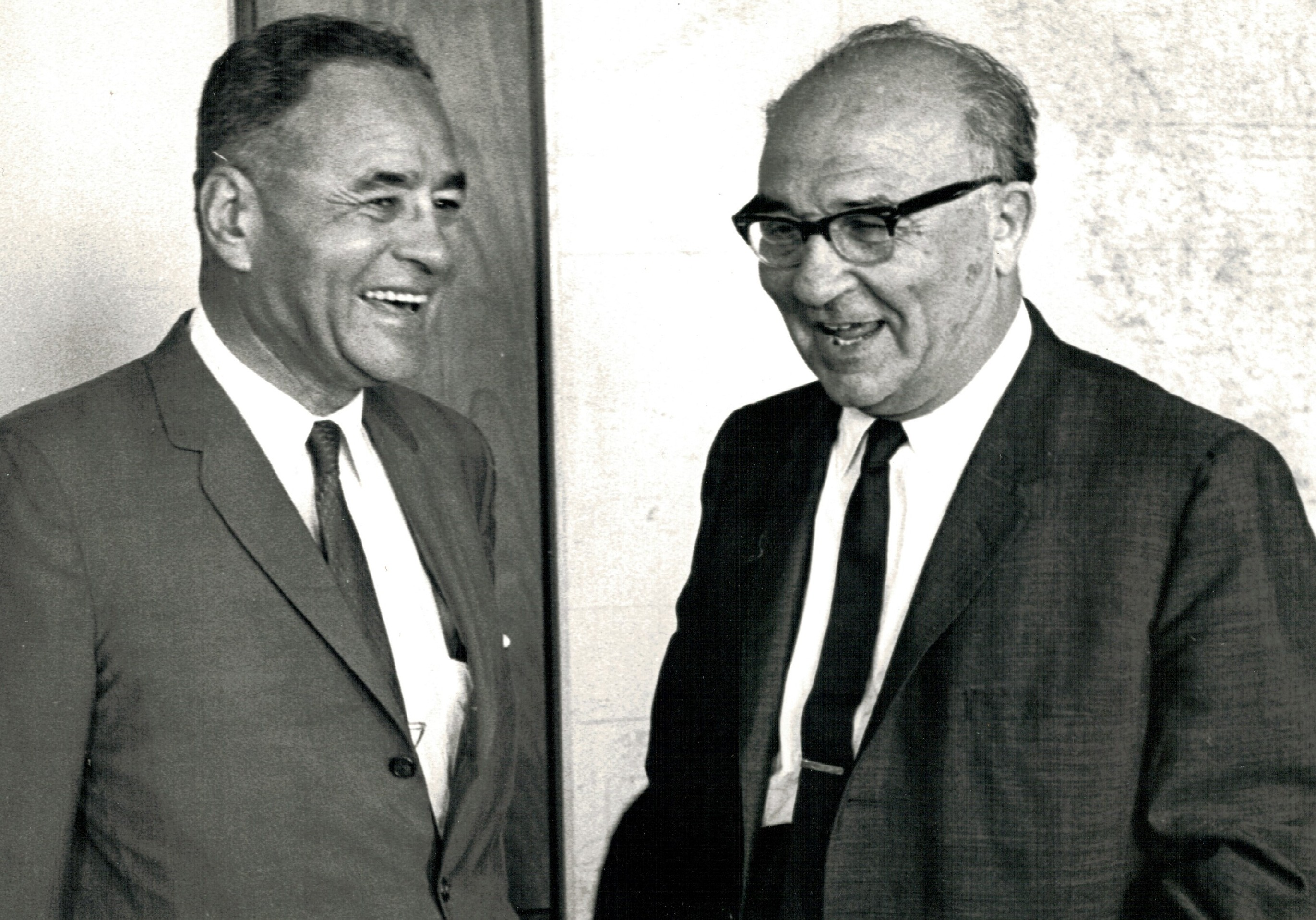
バンチとイスラエル首相レヴィ・エシュコル（1966年）

ベルナドッテの暗殺後、バンチが後継の主席調停官となり、ロドス島で行われる全ての交渉を指揮した。イスラエルの代表はモーシェ・ダヤンだった。ダヤンは回顧録の中で、バンチとの交渉の多くはビリヤード台にて、ビリヤードの玉を撞きながら行われたと記している。バンチは、ダヤンの名前が入ったプレートの製作を地元の陶芸家に依頼し、合意文書の署名の際にそれをダヤンに贈った。ダヤンは、バンチからの贈り物の包みを解きながら、もし合意に達しなかったらどうしたのかとバンチに尋ねた。バンチは、「あなたの頭の上でそのプレートを叩き割っていたでしょう」と答えた。1949年の休戦協定の成立に尽力したことにより、バンチは1950年のノーベル平和賞を受賞した。
バンチはその後も国連のために働き続け、コンゴ、イエメン、カシミール、キプロスなど、世界各地の紛争地域での調停を行った。バンチは1968年に事務次長に任命された。

## 公民権運動

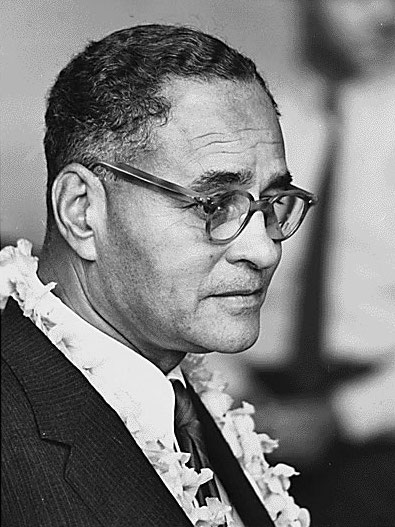
ラルフ・バンチ。1963年のワシントン大行進にて

バンチは、アメリカの公民権運動を積極的に支援した。1963年のワシントン大行進や1965年のセルマでの行進に参加した。
バンチは1953年に、ニューヨーク市クイーンズ区のキュー・ガーデン地区に、ノーベル賞の賞金で家を購入し、亡くなるまでそこに住んでいた。他の多くの有色人種の人々と同様に、バンチはアメリカ全土で、時には自宅近くで人種差別と闘い続けた。1959年、ラルフ・バンチと息子のラルフ・ジュニアは、クイーンズのフォレストヒルズ地区にあるウエストサイド・テニスクラブへの入会を拒否された。この問題がマスコミによって全国的に報道された後、クラブはバンチに謝罪し、入会の招待を申し出た。バンチの入会を拒否したクラブ関係者は辞任した。バンチは、それが人種的平等に基づいておらず、自分を特別扱いしただけであるとして申し出を断った。
バンチは共産主義者やマルクス主義者ではなく、逆に親ソビエトのマスコミから激しい攻撃を受けていた。

## 国連以外の業績
1928年から1950年まで、バンチはハワード大学政治学部の学部長を務めた。1960年から1965年まで、ハーバード大学監督委員会の委員を務めた。また、国際教育研究所、オーバリン大学などの理事を務めた。
1950年、バンチはアメリカ哲学協会会員に選出された。1743年に設立されて以来初の黒人の会員だった。

## 私生活
バンチは、1928年にハワード大学で教鞭を執っている間に、学生の一人のルース・ハリスと会った。2人はその後交際するようになり、1930年6月23日に結婚した。ルースとの間には、ジョーン・ハリス・バンチ（1931年生）、ジェーン・ジョンソン・バンチ（1933年生）、ラルフ・J・バンチ・ジュニア（1943年生）の3人の子供がいた。孫のラルフ・J・バンチ3世は、代表なき国家民族機構の事務局長を務めている。

## 死去

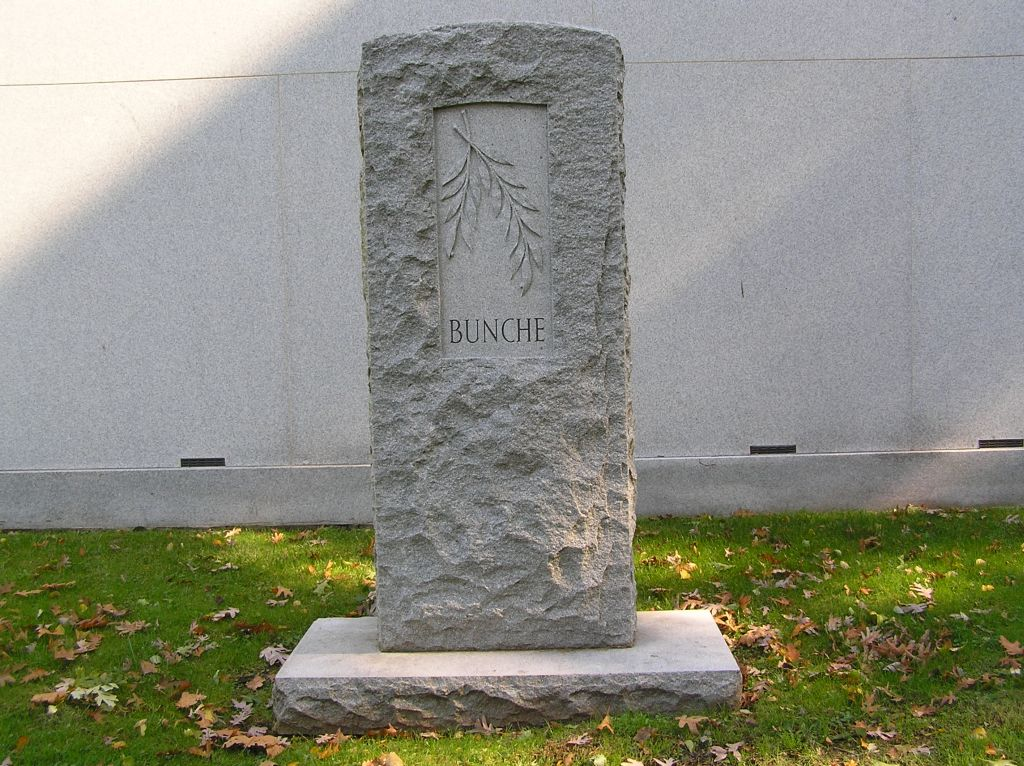
ラルフ・バンチの墓

1971年、バンチは体調不良のために国連事務次長を辞任したが、当時の事務総長のウ・タントは、バンチの早期の復帰を望んでいたため、これを公表しなかった。バンチの体調は改善せず、1971年12月9日に心臓病、腎臓病、糖尿病の合併症により67歳で死去した。遺体は、ニューヨーク市ブロンクス区のウッドローン墓地に埋葬されている。

## 賞と栄誉

### 賞

ベッツィ・グレーヴズ・レイノー画

- ベッツィ・グレーヴズ・レイノー画1949年 - スピンガーン賞（英語版）（全米黒人地位向上協会）[24]
- 1950年 - ノーベル平和賞
- 1951年 - シルバー・バッファロー章（ボーイスカウトアメリカ連盟）[25]
- 2002年 - モレフィ・ケテ・アサンテが選定した偉大なアフリカ系アメリカ人100人（英語版）の一人に選ばれる[26]。
- 2004年 - ウィリアム・ドノバン賞（OSS協会）

### バンチに因むもの
記念物
- 1972年2月11日、デトロイトにあるバンチの生誕地がミシガン州の史跡に登録された。1972年4月27日、未亡人のルース・バンチが史跡標の除幕式に出席した[10][27]。
- 1982年1月12日、米国郵政公社は、グレート・アメリカン・シリーズ（英語版）の1枚として、バンチを記念した20セント切手を発行した。
- 1996年、ハワード大学は、国際問題センターをラルフ・J・バンチ国際問題センター（英語版）と命名した。このセンターでは、講義や国際的なプログラムが行われている[28]。

建造物
- コルゲート大学の学生会館の1つにラルフ・J・バンチ・ハウスがある[29]。
- UCLAにはバンチ・ホールがあり、入口にはバンチの胸像が建てられている[30]。
- アメリカ国務省の図書館は、1997年5月5日にラルフ・J・バンチ図書館（英語版）に改称された。この図書館は、1789年に設立された、連邦政府の図書館としては最古のものであり、国務省の主要本部であるハリー・S・トルーマン・ビル内にある。
- テキサス州ミッドランド、イリノイ州マーカム、ミシガン州フリント、ミシガン州デトロイト、ミシガン州エコース、ジョージア州カントン、フロリダ州マイアミ、インディアナ州フォートウェイン、カリフォルニア州オークランド、カリフォルニア州コンプトン、ルイジアナ州メテリー、ニューヨーク市の小学校、バージニア州キングジョージ郡、カリフォルニア州オークランドの高校にバンチの名前がつけられた。
- サウス・ロサンゼルス（英語版）にある、バンチが少年時代に祖母と一緒に住んでいた家は、ラルフ・J・バンチ・ハウス（英語版）としてアメリカ合衆国国家歴史登録財に登録されている。
- ケンタッキー州グラスゴーのリバティ地区では、コミュニティと文化理解を支援するためのコミュニティ・センターにバンチの名前がつけられている。

公園
- ニューヨーク市の国連本部ビルの道路の向かいにラルフ・バンチ公園（英語版）がある。
- フロリダ州フォートマイヤーズの近くには、人種隔離のあった時代に黒人専用とされていたビーチがあり、現在はバンチ・ビーチと名付けられている[31]。
- フロリダ州マイアミガーデンズにはバンチ公園（英語版）がある。
- ケニア・ナイロビにはラルフ・バンチ通りがある。

奨学金
- UCLAが、バンチの名を冠した奨学金を設立した[32] The Ralph Bunche Committee, in the UCLA Alumni Association's Alumni Scholars Club, is named for him.[33]。
- コルビー大学が、バンチの名を冠した奨学金を設立した[34]。

## 著作物
- Bunche, Ralph (1936). A World View of Race. Washington, D.C.: Associates in Negro Folk Education. ASIN B004D6VKAQ. "Reprint, Port Washington: Kennikat Press, 1968; excerpt in Ralph Bunche: Selected Speeches and Writings, edited by Charles P. Henry"
- Bunche, Ralph (1973). Grantham, Dewey W.. ed. The Political Status of the Negro in the Age of FDR. Chicago: University of Chicago Press. ISBN 978-0-226-08029-1. "Edited with an Introduction by Dewey W. Grantham. A version of a Ralph Bunche 1941 research memorandum prepared for the Carnegie-Myrdal study, The Negro in America"
- Bunche, Ralph (2005). Holloway, Jonathan Scott. ed. A Brief and Tentative Analysis of Negro Leadership. New York: New York University Press. ISBN 978-0-8147-3684-5. "edited with an Introduction by Jonathan Scott Holloway, A version of The Negro in America"
- Edgar, Robert R., ed (1992). An African American in South Africa: The Travel Notes of Ralph J. Bunche, September 28, 1937 – January 1, 1938. Athens: Ohio University Press. ISBN 978-0-8214-1394-4
- Henry, Charles P., ed (1995). Ralph J. Bunche: Selected Speeches and Writings. Ann Arbor: University of Michigan Press. ISBN 978-0-472-10589-2
- Ben-Dror, Elad (2015). Ralph Bunche and the Arab-Israeli Conflict: Mediation and the UN 1947–1949. Routledge. ISBN 978-1-138-78988-3